# Vi seppelliremo

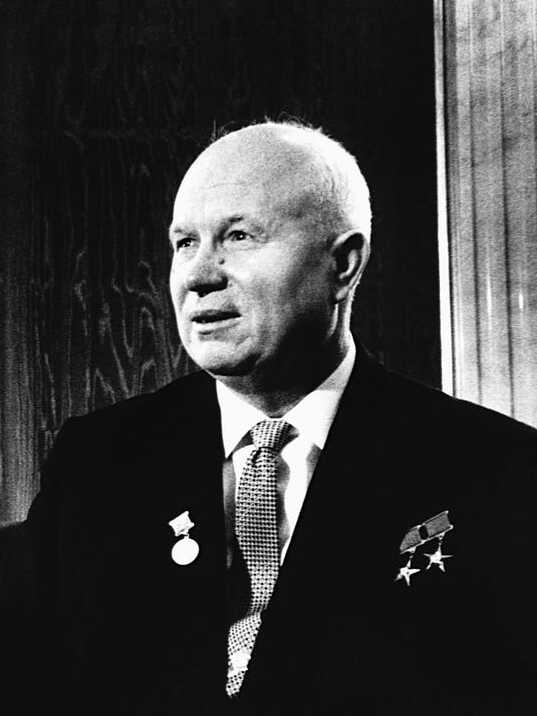
Nikita Sergeevič Chruščёv (1961)

Vi seppelliremo! (in russo «Мы вас похороним!»?, "My vas pochoronim!") è la frase principale che è stata usata dal premier sovietico Nikita Chruščёv in un breve discorso rivolto agli ambasciatori del blocco occidentale alla reception dell'ambasciata polacca a Mosca il 18 novembre 1956. La frase è stata originariamente tradotta in inglese ("We will bury you!") dall'interprete personale di Chruščёv, Viktor Suchodrev. Chruščёv utilizzerà lo stesso concetto anche in altri discorsi.

## Storia
Rivolgendosi agli occidentali presenti nell'ambasciata il 18 novembre 1956, in presenza del segretario del partito comunista polacco Władysław Gomułka, Chruščёv disse: "Per quanto riguarda gli Stati capitalisti, non dipende da voi se noi esistiamo o no. Se noi non vi piacciamo, non accettate i nostri inviti, e non invitateci per venire a vedervi. Che vi piaccia o no, la storia è dalla nostra parte. Vi seppelliremo!" L'invettiva spinse i rappresentanti di dodici Paesi NATO e di Israele ad abbandonare la stanza.
Durante la visita di Chruščёv negli USA nel 1959, l'allora sindaco di Los Angeles Norris Poulson nel suo discorso al premier sovietico affermò:
(Norris Poulson)
Molti americani nel frattempo avevano interpretato la frase di Chruščёv come una minaccia nucleare.
In un altro discorso pubblico Chruščёv dichiarò: "[...] dobbiamo prendere una pala, scavare una fossa profonda, e seppellire il colonialismo più a fondo che possiamo".
In un discorso del 1961 all'Istituto Marx-Engels-Lenin a Mosca, Chruščёv disse che la "pacifica convivenza" per l'Unione Sovietica significa "un intenso sforzo economico, politico ed ideologico tra il proletariato e le forze aggressive dell'imperialismo nell'arena mondiale". In seguito, il 24 agosto 1963, rimarcò nel suo discorso tenuto in Jugoslavia: "Una volta dissi: «Vi seppelliremo», e finii nei guai per averlo detto. Certo che non vi seppelliremo con una pala, la vostra classe lavoratrice lo farà", riferendosi al concetto marxista "Il proletariato è il becchino del capitalismo", basato sulla frase conclusiva del primo capitolo del Manifesto comunista: "Perciò quel che la borghesia produce, soprattutto, sono i suoi stessi scava-fossa. La sua caduta e la vittoria del proletariato sono parimenti inevitabili." Nelle sue memorie, Chruščёv affermò che "la propaganda nemica ha preso lo slogan e l'ha ingigantito".
Alcuni autori suggeriscono che una traduzione alternativa sia "Saremo presenti al vostro funerale" o "Sopravviveremo a voi", tenuto conto del gesto che Chruščёv fece alzando le mani congiunte sopra la testa, con il possibile messaggio che la Russia si sarebbe occupata dei preparativi per il funerale del capitalismo dopo la caduta.
Chruščёv era noto per la sua immagine pubblica emotiva. Sua figlia ammise che "lui era noto per essere una persona dal linguaggio forte, per interrompere i suoi interlocutori, per picchiare i suoi pugni sul tavolo in segno di protesta e battere i piedi, e anche per fischiare". Lei descrisse questo comportamento una "maniera, che era adatta al suo scopo... essere diverso dalle ipocrisie dell'Occidente, con le loro parole appropriate ma dalle azioni calcolate." Michail Gorbačëv suggerì nel suo libro Perestroika: New Thinking for Our Country and the World (Perestroika: un nuovo pensiero per il nostro paese e il mondo) che l'immagine usata da Chruščёv era ispirata alle acute discussioni tra gli scienziati agrari sovietici degli anni Trenta, soprannominate "chi seppellisce chi", la cui asprezza va quindi intesa portando l'espressione nel contesto politico di quegli anni.